# Turania (arna)
Turania és un gènere d'arnes de la família Crambidae.

## Taxonomia
- Turania pentodontalis (Erschoff, 1874)
- Turania russulalis (Christoph, 1877)